# Organitzacions palestines
Les organitzacions creades a Palestina per la defensa dels drets dels pobladors àrabs tenen l'origen històric en la finalització de la Primera Guerra Mundial, quan l'any 1922 la Societat de Nacions va cedir a la Gran Bretanya el mandat sobre una gran part de Palestina, tot i que aquesta cessió no va ser definitiva fins a l'any 1924. Els països àrabs veïns varen manifestar immediatament la seva oposició als plans britànics per poblar aquest territori i, al final de la Segona Guerra Mundial, on els jueus varen sofrir l'Holocaust, la Gran Bretanya va propiciar una migració de milers de jueus cap a Palestina.
L'any 1947, l'ONU va aprovar un pla de partició pels pobladors de la regió que va ser rebutjat pels estats àrabs amb l'esclat de la guerra àrab-israeliana de 1948 que va fer que 800.000 palestins fossin expulsats de les terres on residien i que es varen instal·lar en camps de refugiats a Líban i Jordània. En aquestes condicions, els palestins expulsats començaren a organitzar-se en organitzacions destinades a combatre la política d'Israel sobre aquest territori.

## Organització per a l'Alliberament de Palestina

Bandera nacional de Palestina.

L'OAP ser creada el 1964 i presidida des de 1968 per Iàssir Arafat, representa les aspiracions del poble palestí sobre els territoris ocupats per l'Estat d'Israel. Segons la seva carta fundacional, el principal objectiu de l'organització és mobilitzar al poble palestí per a "recuperar la seva llar" i substituir l'Estat d'Israel per un Estat laic palestí. Està formada per tres òrgans: el Comitè Executiu, el Comitè Central (de caràcter assessor) i el Consell Nacional de Palestina, que era considerat com el Parlament del poble palestí fins a l'aparició de l'Autoritat Nacional Palestina (ANP). L'ANP està reconeguda com el representant legítim del poble palestí, i en nom seu negocia tots els acords de pau.

## Autoritat Nacional Palestina (ANP)

Escut d'armes de l'Autoritat Nacional Palestina.

Amb seu a Jericó és la màxima instància executiva en els territoris autònoms, amb les competències pròpies d'un govern local, inclosa un cos de policia. Es tracta en tot cas d'un govern amb Mahmud Abbas com president al capdavant.
La jurisdicció de l'ANP abasta els territoris de Gaza i Cisjordània, tot i que les seves competències varien entre: 
- Zona A (menys del 4% del total de Cisjordània i les ciutats de Gaza i Jericó on té poders civils i policials),
- Zona B (23% de Cisjordània on l'ANP presta serveis però Israel manté el control total).

## Fatah
Fundat el 1957 per Iàssir Arafat, que decideix col·locar les sigles a l'inrevés Moviment Nacional d'Alliberament de Palestina per formar una paraula que en àrab significa victòria, conquesta. La seva principal diferència amb la resta dels moviments guerrillers palestins és que, encara que tots pretenen la destrucció d'Israel, Al-Fatah lluita per instaurar un estat democràtic i laic al seu lloc. La seva importància creix a partir de 1968, quan entra a formar part de la fins llavors rival OAP, un conglomerat de moviments que el seu líder, Arafat, controla des del 69. Per aquestes dates, comença la seva activitat terrorista a Israel, però la seva política canvia dràsticament de la línia violenta dels 60 i 70 al partit polític de línia moderada o nacionalisme de centre que és avui dia. De fet, el seu pragmatisme és criticat per alguns sectors palestins. A les eleccions de gener de 1996 al Consell Palestí, obté la majoria absoluta.
Activitats: als 60 i 70, entrena a una gran quantitat de grups guerrillers europeus, asiàtics, africans i del mateix Orient Pròxim. Des de principis dels 70 fins al terme de la dècada porta a terme nombrosos actes de terrorisme internacional a Europa i Orient Pròxim. No obstant això, en 1993 Arafat signa la Declaració de Principis amb Israel, en què renúncia a tota mena de violència per aconseguir els seus fins.
Força: es calcula que entre 6.000 i 8.000 homes. Base d'operacions: els seus capitostos són expulsats de Jordània el 1970, després d'una sagnant confrontació amb les seves tropes coneguda com a Setembre Negre. Es trasllada al Líban, país del qual també han de fugir en ser envaït el 1982 per Israel. Llavors, el grup es dispersa pels països de l'entorn com Tunísia, el Iemen, Algèria i Iraq. Actualment, el seu quarter general segueix estant a Tunísia, encara que conserven bases al Líban.
Ajuda externa: Els seus forts llaços financers i polítics amb l'Aràbia Saudita, Kuwait i altres estats moderats del Golf Pèrsic es van veure afectats per la Guerra del Golf Pèrsic. Fins a començaments dels anys noranta rebia armes i explosius de la Unió Soviètica, de l'Europa de l'Est, de la Xina i de Corea del Nord.

## Front Democràtic per a l'Alliberament de Palestina

Bandera del Front Democràtic per a l'Alliberament de Palestina.

El Front Democràtic per l'Alliberament de Palestina (FDAP) (àrab: الجبهة الديموقراطية لتحرير فلسطين, al-Jabha ad-Dīmuqrāṭiyya li-Taḥrīr Filasṭīn; anglès: Democratic Front for the Liberation of Palestine) és una organització política i militar marxista-leninista-maoista palestina. El front va ser creat en l'any 1969 per Nayef Hawatmeh, un dissident del Front Popular per a l'Alliberament de Palestina. És membre de l'Organització per a l'Alliberament de Palestina (OLP).

## Front Popular per a l'Alliberament de Palestina
El Front Popular per a l'Alliberament de Palestina (en àrab الجبهة الشعبية لتحرير فلسطين - al-jabhah al-sha`biyyah li-tahrīr filastīn) és un moviment polític i una organització militar d'ideologia marxista i nacionalista palestina fundada el 1967 per George Habash. Ha sigut consistentment el segon dels grups formants de l'Organització per a l'Alliberament de Palestina (essent Fatah el primer per grandària), però ara només té un reduït suport popular als Territoris Palestins. Generalment ha seguit una línia sense concessions per a les aspiracions nacionals palestines, oposant-se a la postura més moderada de Fatah. Es va oposar als acords d'Oslo i per molt temps també a dividir el territori en dos estats com a solució del conflicte israelo-palestí.

## Gihad Islàmic palestí
Moviment palestí d'ideologia islamista radical, minoritari i clandestí, vol dir en àrab "lluita" o "esforç". Creat el 1980 per un grup de combatents palestins a la Franja de Gaza, pretén acabar amb Israel per mitjà de la Guerra santa encara que també se situa en contra dels governs àrabs moderats, als que creu corromputs per Occident en general i pels Estats Units en particular. Entre els seus enemics es troba el Moviment de la Resistència Islàmica, Hamàs. Als anys vuitanta, es converteix en el motor i timó de la Primera Intifada.
Activitats: El seu sistema de lluita és l'atemptat suïcida contra objectius israelians a Gaza, Cisjordània i Israel.
Força: El seu caràcter clandestí fa molt difícil l'obtenció de dades fiables.
Base d'operacions: La seva principal branca es troba a Síria, encara que té una important presència a Israel i els territoris palestins.
Ajuda externa: Rep assistència financera de l'Iran i una petita ajuda logística de Síria.

## Hamàs

Bandera de Hamas.

Organització formada per les inicials en àrab de Moviment de Resistència Islàmica, significa entusiasme i va ser fundat el 1987 pel xeic Ahmed Iassín seguint l'exemple de la Germandat Musulmana d'Egipte. Neix després de l'impuls revolucionari generat a la Intifada palestina. Compta amb una branca política i una altra militar i la seva meta és construir un estat islàmic al territori que conformava Palestina durant el mandat del Regne Unit, és a dir, tot l'Israel actual més Gaza i el marge occidental. Es va oposar fermament al procés de pau que va conduir a la creació de l'Autoritat Nacional Palestina per considerar que era una rendició.
Activitats: els terroristes de Hamàs, especialment les seves brigades, han dirigit massius atacs suïcides contra objectius civils i militars israelians, i des de principis dels 90, també actua contra Fatah i contra palestins sospitosos de ser col·laboracionistes.
Força: el seu nombre de membres actius és desconegut, però compta amb desenes de milers de simpatitzants. De fet, s'estima que entre un 15 i el 20% de les poblacions de la franja de Gaza i de Cisjordània s'identifiquen amb aquesta organització que s'ha convertit en el refugi dels crítics d'Arafat. Base d'operacions: s'ha reduït a Síria i als territoris ocupats i autònoms després del tancament de les seves oficines en Estimen per part de les autoritats jordanes el 1999, que van prohibir a l'organització operar en o des del país.
Ajuda externa: encara que la presumpció més estesa és que és finançada per l'Iran, la seva principal font de finançament són els palestins de la diàspora. A més, compta amb benefactors privats a l'Aràbia Saudita i altres estats àrabs moderats. Part de la seva activitat propagandística té lloc als EUA i Europa Occidental.

## Hesbol·là
Significa Partit de Déu en àrab i és un moviment libanès radical d'orientació xiita que sorgeix arran de la guerra civil de 1982. Els seus objectius principals objectius són l'erradicació de tota influència no musulmana a l'Orient Pròxim, el que inclou Israel, i la creació de repúbliques islàmiques com Iran. Furibundament antiamericana i antisionista, en els seus primers temps va ser una aliada estratègica del règim de Teheran, encara que algunes fonts apunten que va arribar a estar dirigida pel règim xiïta. No obstant això, aquesta milícia fantasma s'ha convertit en l'actualitat en una alternativa política i un projecte econòmic per a la reconstrucció del Líban. Hesbol·là compta amb nou diputats a la Cambra de Beirut des de les passades eleccions de 1996, i en pocs anys ha posat en peu una florent trama d'indústries de tota classe al sud del país, des d'hotels a restaurants passant per constructores i una cadena de televisió, Al-Manar. Inverteix els beneficis en escoles i hospitals, el que li garanteix una important base popular.
Activitats: L'organització és responsable o sospitosa d'haver estat involucrada en nombrosos atacs terroristes contra interessos nord-americans i israelians, inclosos l'atac suïcida contra l'ambaixada dels Estats Units a Beirut el 1983, l'atemptat contra l'ambaixada israeliana a l'Argentina el 1992 i la bomba col·locada a l'Associació Mutual Israelita Argentina (AMIA) a Buenos Aires al juliol de 1994.
Força: Uns 3.000 homes. Encara que en principi els seus milicians van ser fidels seguidors de la comunitat musulmana xiïta, avui en dia la integren també libanesos d'altres religions, inclosos cristians i sunnites. En molts casos, porten una vida normal fins que són cridats per operacions concretes.
Zona d'operacions: Recluta als seus combatents als suburbis de Beirut, a la vall de la Bekaa, i a les muntanyes de Tir, i opera sobretot al sud del Líban, encara que té petites ramificacions a Europa, Àfrica, Sud-amèrica, Estats Units i Àsia.
Ajuda externa: Hesbol·là rep suport financer, entrenament, armes, explosius i suport polític principalment de l'Iran (uns 5.000 milions de pessetes anuals) i en menor mesura, de Síria. També es finança amb donacions i l'impost religiós o Zakat que recull anualment en les mesquites.

## Lliga Àrab

Bandera de la Lliga Àrab.

Organització voluntària de països independents, majoritàriament formada per països de llengua àrab, per tal de reforçar els vincles entre els estats membres, coordinar les seves polítiques i promoure els seus interessos comuns. Va ser creada El Caire per Egipte, l'Iraq, Líban, Aràbia Saudita, Síria, Transjordània, i el Iemen el 1945 i més tard es van sumar Algèria, Bahrain, Comores, Djibuti, Kuwait, Líbia, Mauritània, Marroc, Oman, Qatar, Somàlia, Iemen del Sud, Sudan, Tunísia i els Emirats Àrabs Units. L'OAP va ser admesa el 1976. El seu objectiu fundacional era aconseguir la independència de les nacions àrabs que es trobaven encara sota control estranger, impedir que la població jueva de Palestina creés un Estat jueu. Per aquest motiu, la seva opinió ha de ser escoltada pel President de l'Autoritat Nacional Palestina, Mahmud Abbas abans d'acceptar qualsevol proposta de pau.

## Organització per a l'Alliberament de Palestina (OAP)
L'Organització per a l'Alliberament de Palestina (OAP) (àrab: منظمة التحرير الفلسطينية, Munaẓẓamat at-Taḥrīr al-Filasṭīniyya) és un moviment d'alliberament nacional palestí. L'OAP és considerada per les Nacions Unides l'únic representant legítim del poble palestí.
L'OAP va ser fundada per la Lliga Àrab en el dia 28 de maig de l'any 1964. En el moment de la seva creació, el seu objectiu més bàsic era la destrucció de l'Estat d’Israel a través de la lluita armada.
L'OAP inicialment va estar controlada de forma majoritària pel govern egipci. La carta fundacional de l'OAP posava l'accent en la destrucció de l'Estat d'Israel.
L'OAP defensa el dret al retorn dels refugiats palestins, i l'autodeterminació dels ciutadans palestins residents a Cisjordània i a Gaza, i s'oposa a l'ocupació dels territoris palestins per part de les Forces Armades d'Israel.
Per bé que d'entrada no es feia referència a un hipotètic estat palestí, més tard l'OAP recollia la idea de crear un estat independent entre el riu Jordà i la mar Mediterrània.
Més recentment, l'OAP ha adoptat oficialment la solució de crear dos estats, a on eventualment les nacions d'Israel i Palestina poden conviure en pau, i va deixar la porta oberta per tal d'arribar a uns acords específics amb l'Estat d'Israel per tal de reconèixer a Jerusalem Est com la capital del futur Estat de Palestina, i defensar el dret al retorn dels refugiats palestins.
Tanmateix, molts líders palestins, incloent-hi Iàssir Arafat i Faisal Al-Husseini, han declarat sempre que l'objectiu últim de l'OAP és l'alliberament de tot el territori palestí.